# Crisi del Reno
La crisi del Reno (in tedesco: Rheinkrise) del 1840 fu una crisi diplomatica tra il Regno di Francia e la Confederazione germanica, causata dal tentativo del primo ministro francese Adolphe Thiers che rinnovò la rivendicazione degli argini del fiume Reno quale frontiera naturale francese al fine di ottenere compensazioni nel Vicino Oriente. L'episodio si inserisce all'interno della secolare ostilità franco-tedesca; i territori della riva sinistra del Reno, che le truppe francesi avevano conquistato nel 1795, dopo il Congresso di Vienna del 1815 erano tornati sotto controllo dei vari Stati tedeschi (soprattutto del Regno di Prussia, che li trasformò nella provincia del Reno). Dopo la sconfitta diplomatica nella "crisi orientale" del 1840, la Francia spostò il suo interesse sul Reno, e tale rivendicazione rinforzò il risentimento tra la nazione tedesca e i francesi, aumentando il nazionalismo in entrambi gli schieramenti: nuove canzoni nazionaliste vennero scritte sia in Francia che in Germania e ottennero enorme successo, soprattutto per quanto riguarda le canzoni tedesche Die Wacht am Rhein, Der Deutsche Rhein e Lied der Deutschen (inno nazionale della Germania sin dal 1922), le quali esprimevano i sentimenti difensivi tedeschi del tempo.

## Contesto

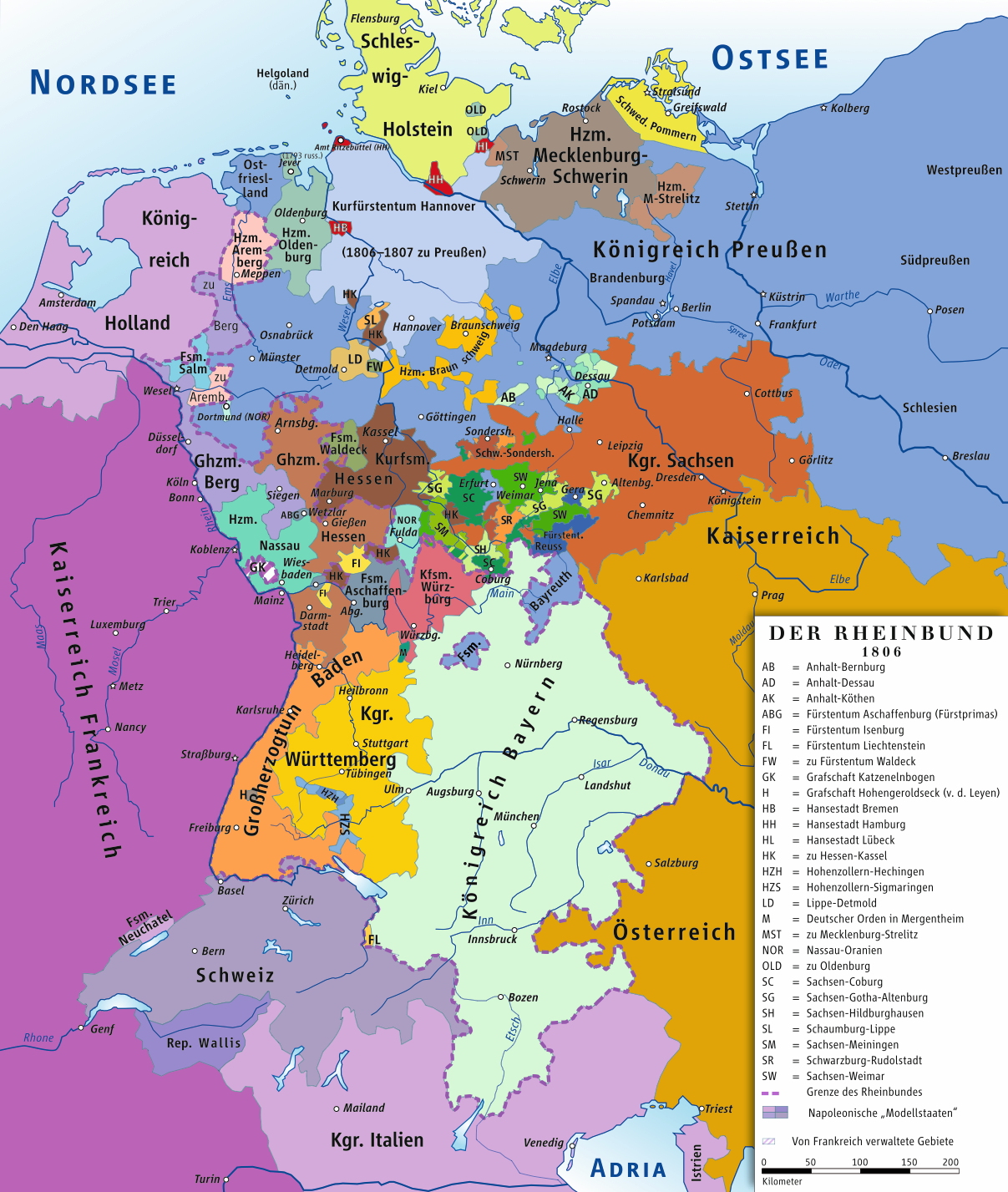
Il Reno, confine orientale della Francia nel 1806

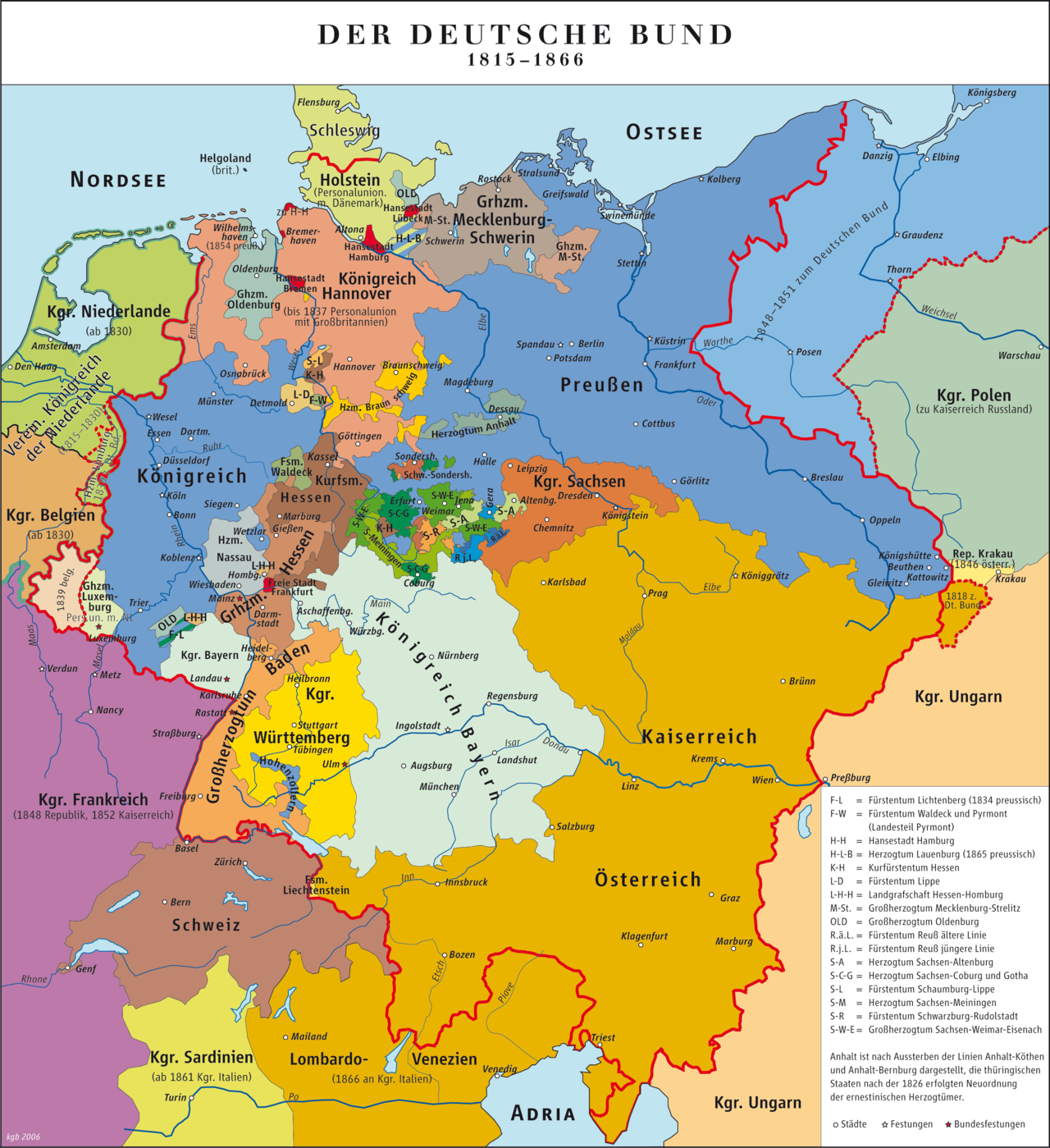
Confini della Confederazione germanica nel 1840

Durante la prima metà del XIX secolo, molti tedeschi speravano in nell'unificazione degli Stati tedeschi, sebbene alcuni governanti tedeschi e molte potenze straniere si opponessero a tale processo.
La guerra d'indipendenza greca e la guerra russo-turca (1828-1829) avevano considerevolmente indebolito l'Impero ottomano, e quando il sultano Mahmud II si rifiutò di riconoscere all'albanese Mehmet Ali Pascià (già viceré del territorio ottomano dell'Egitto) il controllo delle Siria, le truppe di Ali invasero la Palestina e la Siria, catturando Acri dopo sei mesi di assedio e raggiungendo l'Anatolia nel 1832. La Francia approfittò della sconfitta turca nella guerra d'indipendenza greca per occupare l'Algeria nel 1830, e supportò Mehmet Ali nei suoi sforzi di affrancarsi definitivamente dal controllo ottomano. L'obiettivo geopolitico francese era quello di portare tutta l'Africa mediterranea oltre Suez all'interno della propria sfera d'influenza. Dopo che la flotta ottomana defezionò in favore di Mehmet Ali, questi sconfisse momentaneamente il sultano ottomano nel 1839, e cominciò la crisi orientale del 1840. Il Regno Unito, la Russia, la Prussia e l'Austria considerarono che una possibile caduta dell'Impero ottomano avrebbe comportato conseguenze gravi ed imprevedibili, e pertanto firmarono la Convenzione di Londra (1840), che avrebbe stabilizzato la Sublime porta e richiesero ufficialmente alla Francia di ritirare l'appoggio alle rivendicazioni dell'Egitto di Mehmet Ali. Il supporto militare britannico alle forze ottomane costrinse Muhammad Ali Pascià a rinunciare alla Siria e alla Palestina precedentemente conquistate e a limitare la propria autorità al solo Egitto, che sarebbe comunque rimasto sotto formale controllo ottomano (in compenso, il ruolo di Mehmet Ali sarebbe diventato ereditario).
Nel 1840, per distogliere l'attenzione da questa sconfitta diplomatica, illustri francesi quali Victor Hugo ed il primo ministro Adolphe Thiers rivendicarono come la Francia avrebbe dovuto far sua la sponda sinistra del Reno, sebbene entrambe le sponde siano da sempre abitate da popolazioni germaniche.

## La crisi del Reno
Prima che le crisi dei Dardanelli e del Reno potessero sfociare in una guerra europea, il governo Thiers, la cui politica volta alla ricerca del prestigio aveva iniziato la crisi, venne sfiduciato. Un nuovo governo, con Guizot come segretario di Stato, salì al potere in Francia e diede il via ad un corso più conciliante. La convenzione di Londra sugli Stretti (13 luglio 1841) stabilì il destino dei Dardanelli, dando respiro all'Impero ottomano e calmando momentaneamente i venti di guerra in Europa.

## Conseguenze
In Germania le conseguenze della "crisi del Reno" furono descritte da Heinrich Heine: "Thiers ha portato la nostra patria in questo grande movimento che ha risvegliato la vita politica in Germania; Thiers ci ha rimesso in piedi come Nazione." La crisi spinse la Confederazione germanica ad estendere le fortificazioni a Magonza, Ulma e Rastatt, mentre il Regno di Baviera costruì una fortificazione a Germersheim.
Ironicamente, la finale unificazione della Germania fu provocata dalla Francia stessa, con la dichiarazione della guerra franco-prussiana nel 1870 e con la successiva e rapida sconfitta di Napoleone III. Tuttavia, la popolazione francese portò avanti la guerra per diversi mesi, includendo anche la guerriglia da parte dei franchi tiratori, combattendo al di fuori delle leggi di guerra.